# IPad mini (quarta generazione)
L'iPad mini 4 è un tablet, sviluppato e prodotto da Apple, presentato il 9 settembre 2015 e lanciato sul mercato il giorno successivo.
È disponibile in tre colorazioni: grigio siderale, argento e oro.
Il tasto Home è munito del sensore Touch ID, che riconosce le impronte digitali.
Disponibile al lancio nei tagli di archiviazione da 16, 64 e 128 GB. A un anno di distanza dall'introduzione sul mercato, le alternative da 16 e 64 GB sono state sostituite dalla versione da 32 GB.
La fotocamera è da 8 MP con apertura focale ƒ2.2. Registra video in full HD a 30 fps e in slowmotion a 120 fps. La fotocamera anteriore FaceTime è da 1,2 MP e registra video in HD.

## CPU e RAM
L'iPad mini 4 dispone del chip Apple A8 a 64 bit, che può contare su 2 miliardi di transistor e un processo produttivo a 20 nanometri che riduce il calore generato da quest'ultimo. Le prestazioni dichiarate sono migliori del 25% rispetto a quelle garantite dal predecessore chip Apple A7 installato nell'iPad mini 2 e iPad mini 3, con una diminuzione dei consumi.
Le dimensioni del processore sono più contenute del 13%, mentre, per quanto riguarda la GPU, l'elaborazione stimata è maggiore del 50% rispetto al predecessore.
Il processore Apple A8 viene affiancato dal nuovo coprocessore di movimento M8 che ottimizza ulteriormente i consumi.
La memoria RAM installata nel chip A8 dell'iPad mini 4 è di 2 GB LPDDR3, raddoppiato rispetto alla quantità di RAM presente nello stesso chip A8 installato su iPhone 6 e 6 Plus.
Introdotto sul mercato con iOS 9, è compatibile con iPadOS.